# SSE (azienda)
SSE plc, conosciuta in passato come Scottish & Southern Energy plc, è un'azienda multinazionale del settore energetico con sede a Perth, in Scozia. È quotata alla Borsa di Londra e fa parte del FTSE 100 Index. 
La compagnia opera in Regno Unito e Irlanda.

## Storia

### Le origini
SSE trova le sue origini in due enti pubblici di fornitura di energia elettrica. L'ex North of Scotland Hydro-Electric Board, fondato nel 1943 per progettare, costruire e gestire progetti idroelettrici nelle Highlands scozzesi, che ha assunto ulteriori responsabilità di generazione e distribuzione con la nazionalizzazione dell'industria elettrica nel Regno Unito nel 1948; e l'ex Southern Electricity Board, creato nel 1948 per distribuire l'elettricità nell'Inghilterra meridionale. 
Mentre il Southern Electricity Board era un'autorità che si occupava solo della distribuzione, senza capacità di generazione di energia propria, il North of Scotland Hydro-Electric board era un'organizzazione a più ampio spettro, con capacità di generazione proprie.
Per via della sua storia e della sua posizione, l'Hydro-Electric Board era responsabile della maggior parte della capacità di generazione idroelettrica del territorio britannico.
Entrambe le autorità poi vennero privatizzate nel 1990, mantenendo inizialmente le basi geografiche e funzionali precedenti alla privatizzazione. Il North of Scotland Hydro-Electric Board divenne Scottish Hydro-Electric, mentre il Southern Electricity Board divenne Southern Electric.

### Dopo la privatizzazione
Successivamente, in seguito alla fusione tra Scottish Hydro-Electric e Southern Electric, nel settembre 1998, venne fondata la Scottish and Southern Energy. Nell'agosto 2000, Scottish and Southern Energy acquisì l'attività di fornitura di energia di SWALEC, presente esclusivamente in Galles.
Nel luglio 2004, la società ha acquisito le centrali elettriche di Ferrybridge e Fiddlers Ferry per 250 milioni di sterline. Nel gennaio 2008, ha acquistato Airtricity Holdings, un'azienda irlandese che si occupa di parchi eolici. Nell'agosto 2009, ha concluso l'acquisto della centrale elettrica di Uskmouth dal Welsh Power Group. Nell'aprile 2010, la società ha rilevato le attività di esplorazione e produzione di gas naturale di Hess Corporation in tre aree della piattaforma continentale del Regno Unito - Everest/Lomond, Easington e Bacton.
Nel gennaio 2010, Southern and Scottish Energy ha cambiato il suo marchio aziendale in SSE.

### Separazione della sezione di fornitura al dettaglio
Nel novembre 2017 è stato annunciato che SSE stava cercando di separarsi dalla sua filiale di vendita al dettaglio, che si sarebbe poi fusa con la divisione Npower della rivale Innogy. Era previsto che gli azionisti di SSE possedessero il 65,6% dell'entità scissa e che Innogy detenesse il resto. La società risultante sarebbe stata quotata alla Borsa di Londra e avrebbe incluso le attività di vendita al dettaglio di Npower per uso domestico e per le imprese e le attività di fornitura di energia per uso domestico di SSE, escluse le attività in Irlanda. Sebbene la fusione abbia ricevuto l'autorizzazione preliminare dell'Autorità Garante della Concorrenza e del Mercato (CMA) il 30 agosto 2018, e l'autorizzazione completa il 10 ottobre 2018, essa è stata abbandonata il 17 dicembre 2018, con le società che hanno attribuito la colpa a "condizioni di mercato molto difficili".
Nel settembre 2019, SSE ha annunciato che avrebbe venduto la sezione a OVO Energy; la transazione è stata completata nel gennaio dell'anno successivo.

### Holding svizzera
Nel novembre 2019, SSE ha trasferito le sue attività nel Regno Unito in una nuova holding svizzera, confermando di averlo fatto in seguito alla promessa avanzata dal Partito Laburista di passare alla proprietà statale. In seguito SSE ha dichiarato che la mossa è stata:
un'ulteriore tutela, che SSE non ritiene necessaria nella pratica, nel caso in cui le attività di SSE nel settore delle reti elettriche e le partecipazioni in SGN siano oggetto di una proposta di legge per la nazionalizzazione.
Il Partito Laburista ha affermato che:
Le reti energetiche del Regno Unito sono un'infrastruttura strategica vitale su cui tutti noi facciamo affidamento. Senza la rete non si può far bollire un bollitore, riscaldare casa o gestire un'azienda. L'idea che i proprietari privati, che hanno derubato i cittadini, si trasferiscano in mare aperto nel tentativo di prolungare la rapina illustra il motivo per cui abbiamo bisogno che la rete torni in mani pubbliche".

### Altre cessioni
Nell'agosto 2021, SSE ha accettato di vendere la sua partecipazione del 33,3% nella società di distribuzione del gas SGN per 1,2 miliardi di sterline.

## Società controllate
- SSE Thermal gestisce una serie di centrali elettriche nel Regno Unito[24].
- SSE Renewables costruisce e gestisce parchi eolici su terraferma e su mare nel Regno Unito e in Irlanda e ha attività idroelettriche in Scozia[25].
- SSE Airtricity fornisce e distribuisce energia elettrica e gas in Irlanda e Irlanda del Nord[26].
- Scottish and Southern Electricity Networks (SSEN)[27], gestisce due reti di distribuzione e una rete di trasmissione. L'azienda gestisce due delle quattordici licenze di distribuzione in Gran Bretagna. Le reti di distribuzione e trasmissione dell'energia elettrica della società trasportano l'elettricità a oltre 3,7 milioni di abitazioni e aziende nel nord della Cintura centrale della Scozia e nell'Inghilterra centro-meridionale.
- Multifuel Energy Ltd (di proprietà congiunta con la società statunitense di gestione dei rifiuti Wheelabrator Technologies) gestisce centrali elettriche multicombustibile a Ferrybridge, nel West Yorkshire[28].

## Iniziative

### Salario di sussistenza
Nel 2013, SSE è diventata il più grande "Living Wage Employer" ufficialmente accreditato nel Regno Unito. Nello stesso anno, a tutti i suoi dipendenti nel territorio britannico è stato garantito il salario minimo di 7,85 sterline all'ora.

### Marchio Fair Tax
Nell'ottobre 2014, SSE è stata la prima società del FTSE 100 a ricevere il Fair Tax Mark, un processo di accreditamento indipendente per identificare le società che si sforzano di essere trasparenti in materia fiscale.

### Sponsorizzazioni
L'azienda attualmente sponsorizza la SSE Arena di Belfast. In passato, ha anche patrocinato la Wembley Arena di Londra dal 2014 al 2022 e l'Hydro di Glasgow dal 2013 al 2021, ma i diritti di denominazione di questi locali sono passati a OVO con la vendita della sua divisione di fornitura al dettaglio.

### Principi di empowerment femminile
Nel febbraio 2022, l'azienda ha sottoscritto i Principi di empowerment femminile delle Nazioni Unite, un'iniziativa a sostegno delle donne sul posto di lavoro promossa dal Patto mondiale delle Nazioni Unite e da UN Women.

## Azioni dell'autorità di regolamentazione
Nell'aprile 2013, l'autorità di regolamentazione del settore energetico Ofgem ha multato SSE per 10,5 milioni di sterline per aver venduto in modo scorretto gas ed elettricità.
Nel settembre 2020, Ofgem ha sanzionato SSE con una multa di 2,06 milioni di sterline per non aver pubblicato tempestivamente informazioni sulla futura disponibilità della sua capacità di generazione. SSE ha collaborato pienamente con l'indagine dell'Ofgem.